# Тришинське кладовище
Тришинське кладовище (біл. Трышынскія могілкі) — некрополь у м. Берестя (Республіка Білорусь) по вулиці Московській 176, історико-культурна цінність регіонального значення.
Відоме щонайменше від першої третини ХІХ ст. З 1969 р. воно було закрите для поховань. 2 серпня 2016 р. рішенням Ради міністрів № 607 «Аб наданні статусу і катэгорый гісторыка-культурнай каштоўнасці, пазбаўленні статусу гісторыка-культурнай каштоўнасці і ўнясенні змяненняў і дапаўненняў у некаторыя пастановы Савета Міністраў Рэспублікі Беларусь» отримало статус «історико-культурної цінності» (це білоруський аналог української «пам’ятки історії»). Тоді ж берестейська міська влада затвердила концепцію з охорони, консервації, благоустрою та подальшого використання Тришинського некрополю. А спеціальна комісія почала складати перелік цінних надмогильних пам’ятників.

## Кладовищенська церква
До 1960-х рр. на кладовищі існувала дерев'яна Свято-Троїцька церква.

## Поховані
- український письменник Олекса Стороженко
- підполковник Армії УНР Олександр Базилевич (28.03.1891 – 15.09.1932)
- батьки члена Української Центральної Ради Тимоша Олесіюка Гнат Осипович та Олена Кирилівна,
- Ірина та Олександр Богдюкевичі – діячі української громади у Бересті в міжвоєнний час;
- кавалер Хреста Симона Петлюри Кирило Шмалій (1898 – 26.07.1944);
- сотник 1-ї Запорізької дивізії Армії УНР Микола Вьюн (1895-1935);
- близько 10 невідомих вояків Армії УНР.
- священик Костянтин Зноско (1865–1943), який активно виступав за українізацію шкіл у Бересті в міжвоєнний час,
- Максим Шийко (1878–30.04.1949) – залізничник, засновник «Просвіти на Поліссі».
- Петро Патон – у 1918 р.  губернський староста Поліської округи.
- Адам Трипус - діяч Білоруської Народної Республіки